# Antoni Campañà
Antonio Campañá Bandranas (Arbucias, 15 de marzo de 1906 - San Cugat del Vallés, 28 de junio de 1989) fue un fotógrafo español.

## Biografía
Aunque nació en Arbucias el 15 de marzo de 1906 su infancia se desarrolló en el barrio barcelonés de Sarriá en el que se encontraba el domicilio habitual de su familia. Sus primeras fotografías las realizó en la comarca de Osona ya que su padre y su abuelo eran contratistas de obras y les acompañaba en ocasiones. Comenzó los estudios de Peritaje mercantil en Barcelona pero no los terminó y se puso a trabajar en una tienda de fotografía, en la que estableció contacto con diferentes fotógrafos. Desde 1918 vendía sus fotografías a buen precio.
Pronto se afilió a la Agrupación Fotográfica de Cataluña en la que conoció a Joaquim Pla Janini y Ramón Batlles con los que estableció amistad y con los que aprendió diversas técnicas pictorialistas. Cuando se casó en 1933 realizó su viaje de novios a Múnich donde asistió a clases con el fotógrafo alemán Willy Zielke para perfeccionar su técnica. Forma parte junto a sus amigos citados de una generación de fotógrafos defensores del pictorialismo en la que se incluyen José Ortiz-Echagüe, Claudi Carbonell y otros. Su fotografía más laureada la realizó en 1923 y se llama Tracción de sangre, se trata de un bromóleo que representa dos caballos tomados desde un ángulo contrapicado, la técnica del bromóleo la estuvo empleando hasta 1946. Sus fotografías artísticas fueron muy valoradas en los salones fotográficos, especialmente fuera de España.
Durante la Guerra Civil, que pasó en Barcelona, realizó unas 5 000 fotografías, que guardó en cajas rojas en un garaje. Treinta años después de su muerte, su familia las encontró y una parte de ellas se ha publicado en un libro escrito por el historiador Arnau Gonzàlez Vilalta titulado La capsa vermella.
Su trabajo como fotoperiodista se muestra en sus colaboraciones con los diarios El Día Gráfico, que se publicaba con la técnica del huecograbado y especialmente en La Vanguardia, siendo suya la fotografía de la primera portada realizada con la técnica de huecograbado en color. También su actividad como fotógrafo deportivo ha sido muy conocida; en 1950 fue cofundador del diario deportivo Dicen, también publicó habitualmente en el diario Vida Deportiva hasta que desaparecieron en los años setenta.
También ha publicado numerosos libros mostrando ciudades y paisajes entre los que se encuentran: Tosa de Mar y Tarragona y su costa dorada en 1974, Ibiza - Formentera en 1976, Sitges en 1978, el Pirineo en 1979, Barcelona, Peñíscola y Menorca en 1980 y otro sobre Gaudí.
Murió el 28 de junio de 1989. La casi totalidad de su obra pertenece a la colección privada de la familia Campañá.